# Гванцате
Гванцате (итал. Guanzate) је насеље у Италији у округу Комо, региону Ломбардија.
Према процени из 2011. у насељу је живело 5548 становника. Насеље се налази на надморској висини од 319 м.

## Становништво
| 1936. | 1951. | 1961. | 1971. | 1981. | 1991. | 2001. | 2011. |
| ----- | ----- | ----- | ----- | ----- | ----- | ----- | ----- |
| 2.197 | 2.323 | 2.625 | 3.121 | 3.768 | 4.275 | 5.056 | 5.705 |